# Tetralophozia
Tetralophozia es un género de musgos hepáticas perteneciente a la familia Anastrophyllaceae. Comprende 4 especies descritas y  aceptadas:

## Taxonomía
El género fue descrito por (R.M.Schust.) Schljakov y publicado en Botaničeskii Žhurnal (Moscow & Leningrad) 58: 1545. 1973.  La especie tipo es:  Tetralophozia setiformis (Ehrh.) Schljakov

## Especies aceptadas
A continuación se brinda un listado de las especies del género Tetralophozia aceptadas hasta junio de 2014, ordenadas alfabéticamente. Para cada una se indica el nombre binomial seguido del autor, abreviado según las convenciones y usos.
- Tetralophozia cavallii (Gola) Váňa
- Tetralophozia filiformis (Stephani) Urmi
- Tetralophozia pilifera (Stephani) R.M. Schust.
- Tetralophozia setiformis (Ehrh.) Schljakov